# Anatoly Aleksandrovich Sobchak
Anatoly Aleksandrovich Sobchak (tiếng Nga: Анатолий Александрович Собчак, IPA: [ɐnɐˈtolʲɪj ɐlʲɪˈksandrəvʲɪtɕ sɐpˈtɕak]; 10 tháng 8 năm 1937 – 19 tháng 2 năm 2000) là một chính trị gia Nga và Xô Viết. Một giáo sư đại học đã từng dạy cho Vladimir Putin và Dimitry Medvedev, ông về phe Boris Yeltsin trong cuộc chính biến dẫn đến việc Liên Xô sụp đổ và là Thị trưởng đầu tiên của thành phố St. Petersburg với phó thị trưởng là Vladimir Putin cũng như một trong những tác giả của bản Hiến pháp Liên bang Nga. Ông mất năm 2000 vì một cơn đau tim ở tuổi 62.

## Tiểu sử

### Thuở thiếu thời
Ông sinh ngày 10 tháng 8 năm 1937 ở Chita, CHXHCNXV Liên bang Nga. Cha ông, Aleksander Antonovich, là một kỹ sư ngành đường sắt có cha mẹ người Ba Lan và Séc, còn mẹ ông Nadezhda Andreyevna Litvinova là một kế toán có cha mẹ người Nga và Ukraina. Anatoly có bốn người anh em. Năm 1939, gia đình ông chuyển đến CHXHCNXV Uzbekistan.

### Đại học và tấm bằng giáo sư
Năm 1953, ông ghi danh theo học Đại học Luật Stavropol. Năm 1954, Anatoly chuyển đến Đại học Quốc gia Leningrad. Ông cưới Nonna Gandzyuk vào năm 1958 và có một người con.
Sau khi tốt nghiệp, ông làm luật sư tại Stavropol rồi quay lại Leningrad để tiếp tục học tập. Sau khi giành được bằng đại học, ông giảng dạy tại Học viện Cảnh sát Leningrad và Viện công nghiệp giấy Leningrad đến năm 1973 rồi chuyển công tác đến ĐHQG Leningrad và dạy học đến năm 1990. Trong khoảng thời gian làm việc ở ĐHQG Leningrad, ông đã dạy Vladimir Vladimirovich Putin và lập nên mối quan hệ bền chặt với ông, có vợ mới và giành bằng Tiến sĩ Khoa học.

### Con đường chính trị

#### Đại biểu không đảng phái
Năm 1989, trong quá trình Perestroika Mikhail Gorbachev đã thay đổi luật bầu cử. Sobchak ứng cử vào Đại hội Đại biểu Nhân dân Liên Xô như một chính trị gia độc lập. Ông đã đóng góp lớn vào những dự luật/luật Liên Xô khi là số ít những đại biểu có kiến thức pháp luật trong Đại hội Đại biểu Nhân dân và là một trong những người đóng góp nhiều nhất cho cấc luật/dự luật Liên Xô từ 1989-1991. Ông là một trong những người đồng sáng lập và là một trong các phó chủ tịch của Phe đối lập đầu tiên trong Đại hội Đại biểu Nhân dân Liên bang Xô Viết cùng với Boris Yeltsin và Andrey Shakarov cũng như là chủ tịch của Ủy ban Điều tra của ĐHĐBNDLX về vụ xả súng của Hồng quân Liên Xô ngày 9/4/1989 tại Tbilixi, CHXHCNXV Gruzia, và đã buộc tội chính Hồng quân về vụ xả súng này.
Sau năm 1990, ông là thành viên Hội đồng Cố vấn của Tổng thống Liên bang Xô Viết dưới quyền Mikhail Gorbachov và tiếp tục dùng kiến thức của mình đóng góp vào nhiều dự luật Liên Xô.

#### Năm 1991
Khi Liên Xô sụp đổ năm 1991, ông không thuộc Quốc hội nhưng phe cánh của Yeltsin đã chọn ông vào Hội đồng Cố vấn của Tổng thống Liên bang Nga (Boris Yeltsin) và là một trong những thành viên của Ban soạn thảo Hiến pháp Liên bang Nga. Hiến pháp Nga năm 1993 (thông qua sau vụ khủng hoảng Hiến pháp Nga 1993) còn được gọi là Hiến pháp của Sobchak, cho dù những người đồng nghiệp soạn hiến pháp với ông vẫn còn chưa rõ.

#### Thị trưởng St. Petersburg
Tháng 5, 1990 Sobchak chính thức là thành viên ủy ban thành phố Leningrad. Thời gian cầm quyền của ông được đánh dấu bởi sự độc tài ngay từ ban đầu. Hội đồng Thành phố đã chấp nhận thay đổi hình thức bầu cử thị trưởng thành bầu cử trực tiếp trước thềm cuộc bầu cử thị trưởng, đi kèm với việc lấy ý kiến đổi tên thành phố (từ Leningrad về tên cũ St. Petersburg. Sobchak thắng cử và việc đổi tên thành phố cũng được đa số đồng ý, và được chấp thuận trong một trong những phiên cuối cùng của Đại hội Đại biểu Nhân dân. Việc này yêu cầu sửa đổi Hiến pháp Liên Xô, và Sobchak cũng đã góp phần của mình cho việc đó.
Sau khi nhậm chức thị trưởng St. Petersburg, thành phố đã biến thành một tâm điểm thể thao và du lịch; việc điều khiển cuộc sống thường nhật được giao cho cấp phó của ông - Vladimir Yakovlev và Vladimir Putin. Phe đối lập chê trách sự xuống cấp của cơ sở hạ tầng và tỉ lệ tội phạm tăng trong thành phố (một người như thế, sau này còn chỉ trích cả tổng thống Putin Yuri Slutov đã chết khi thụ án trung thân). Vào cuộc bầu cử thị trưởng St. Petersburg 1996, Sobchak đã thua 1.6% so với Yakovlev, với chiến dịch bầu cử của thị trưởng mới chê trách Sobchak về việc bảo trợ nghệ thuật bằng tiền thành phố và dính líu quá sâu vào Chính trị Liên bang.

#### Rời khỏi và trở về nước Nga
Sobchak bị tòa án cáo buộc về những sai phạm trong công tác tư hữu hóa căn hộ của ông, của con gái ông và xưởng mỹ thuật của vợ ông vào năm 1997. Theo tiêu chuẩn của những năm 1990 ở Nga, những cáo buộc này thuộc hạng nhỏ nhặt (dù việc làm này đã bị nghi ngờ là gây thất thoát tầm trên chục ngàn USD cho ngân sách thành phố), do vậy việc này đã khiến cho những người ủng hộ Sobchak nghĩ rằng đây là một vụ đàn áp chính trị. Theo con gái ông, Ksenia Sobchak, việc luận tội đã được chuẩn bị từ năm 1995 để ngăn cản việc Sobchak đứng ra nhậm chức tổng thống Nga.
Vào ngày 7 tháng 11 năm 1997, Sobchak bay tới Paris mà không qua quầy thủ tục xuất cảnh bên Nga. Lý do chính thức cho chuyến đi của Sobchak là chữa bệnh tim, nhưng trong suốt thời gian ở Pháp Sobchak chưa bao giờ tới viện vì lý do đó. Từ 1997 đến 1999, Sobchak sống cuộc sống của một kẻ lưu vong chính trị thông thường ở Paris.
Khi Vladimir Putin đã có thế lực chính trị (năm 1999) và chuẩn bị trở thành Thủ tướng Nga, ông đã gây áp lực lên các thẩm phán để họ loại vụ xét xử Sobchak. Vào ngày 12 tháng 6 cùng năm, Anatoly Sobchak trở về Nga, và hỗ trợ đắc lực cho Putin trên con đường trở thành Tổng thống.

### Cái chết
Vào ngày 17 tháng 2 năm 2000, Putin gặp Sobchak và khuyến khích ông đến thành phố Kaliningrad để vận động nhân dân. Sobchak đi cùng với 2 người nữa, đóng cả vai phụ tá cá nhân lẫn vệ sĩ. 3 ngày sau, ngày 20 tháng 2 năm 2000, Sobchak chết đột ngột tại thị trấn Svetlogorsk tại tỉnh Kaliningrad. Ban đầu cái chết được quy cho một cơn đau tim, nhưng báo cáo của hai chuyên gia y tế khác nhau lại trái ngược. Một cuộc điều tra liên bang đã bắt đầu vào ngày 6 tháng 5 theo chủ thuyết đầu độc (do hai trợ lý của ông đã phải điều trị vì đầu độc sau đó) nhưng không tìm được kết quả.
Thi hài của Sobchak được an táng tại nghĩa trang Nikolskoe thuộc nhà thờ thánh Alexander Nevsky tại St. Petersburg, gần mộ của Galina Starovoytova, một nhân vật bất đồng chính kiến bị bắn chết trước cửa căn hộ của mình vào năm 1998.